# Styringomyia bidens
Styringomyia bidens är en tvåvingeart som beskrevs av Hynes 1987. Styringomyia bidens ingår i släktet Styringomyia och familjen småharkrankar. Inga underarter finns listade i Catalogue of Life.